# Biella Rugby Club
Il Biella Rugby Club è un club italiano di rugby a 15 di Biella.
Fondato nel 1977, ha militato per i primi vent'anni d'attività in terza divisione prima di iniziare la scalata alle categorie superiori nel primo decennio del nuovo secolo; entrato negli anni duemiladieci in pianta stabile in seconda divisione, ha alfine raggiunto la promozione in serie A Élite nel 2025.
I suoi colori sociali sono il giallo e il verde e i suoi incontri interni si tengono alla Cittadella del Rugby.
L'allenatore capo della prima squadra è Alberto Benettin.

## Storia
L'idea di una squadra di rugby a Biella prese forma a fine 1976 tra un gruppo di appassionati della disciplina guidati da Giampiero Davini, primo presidente del consorzio ed ex giocatore del CUS Torino, ma fu qualche mese più tardi che si concretizzò in maniera ufficiale, con l'atto costitutivo del club e l'affiliazione alla Federazione Italiana Rugby nel luglio 1977.
Già alla fine della sua prima stagione sportiva, a giugno 1978, giunse il primo trofeo, la Coppa del Piemonte vinta contro il Torino, club all'epoca militante in massima divisione.
La formazione, partita dalla serie D, aveva già conquistato la promozione in serie C2 in un paio di stagioni, risiedendo stabilmente nelle zone alte di tale categoria; all'inizio degli anni novanta giunse anche la promozione in C1, categoria mantenuta con sufficiente autorevolezza.

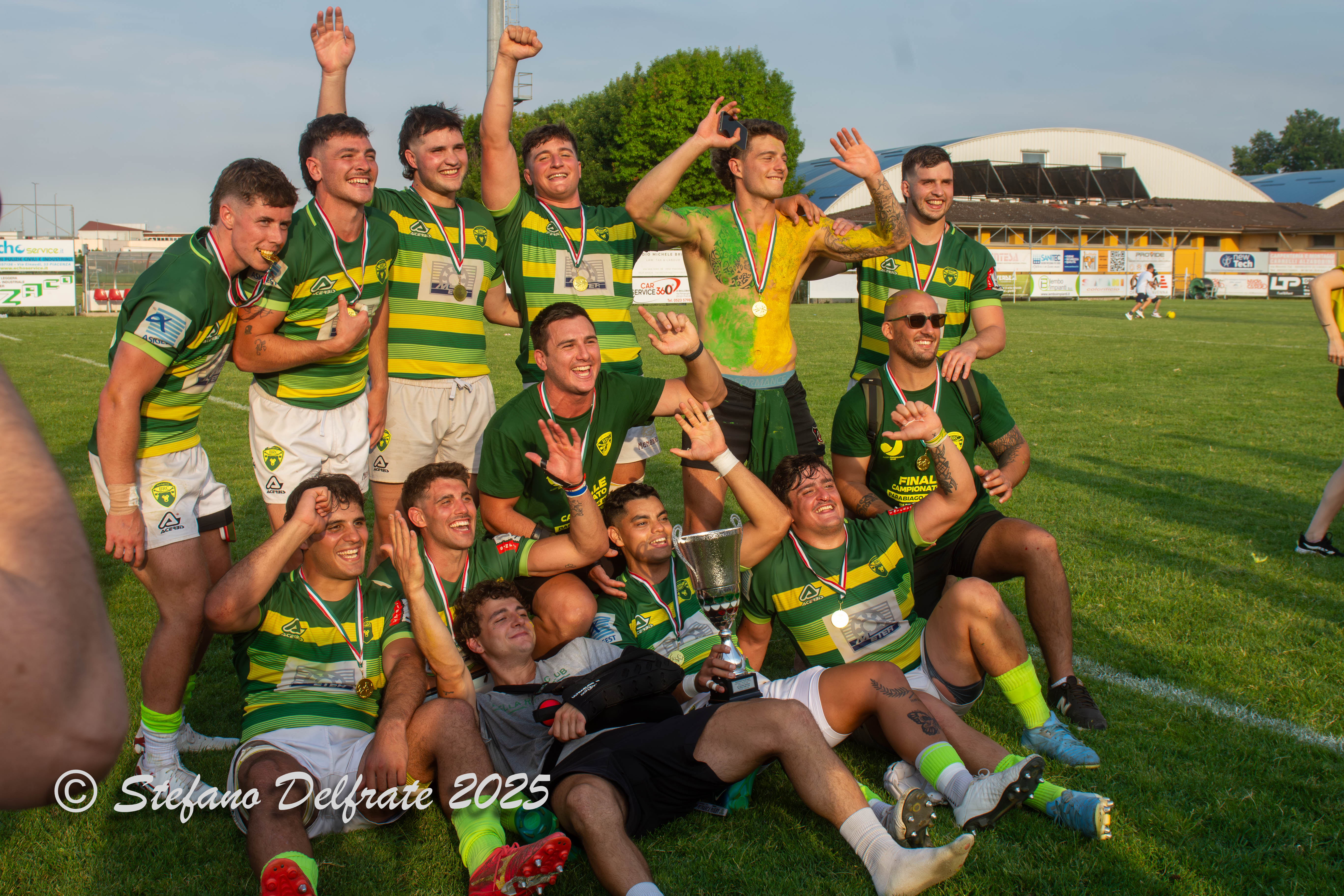
I giocatori festeggiano la promozione in Serie A Élite nel 2025

Nel 2003 il club prese possesso dei campi comunali di rugby in via Salvo d'Acquisto e iniziò a costruirvi strutture per ospitare le sue varie squadre; nel 2008 giunse la promozione in serie B dopo la vittoria nel play-off contro Villadose.
A inizio anni duemilaventi la squadra, promossa in serie A un paio di stagioni addietro, fu affidata al giovane giocatore-allenatore Alberto Benettin, internazionale proveniente da Padova e da esperienze di gioco in Celtic League.
A fine stagione 2024-25 Benettin ha condotto la squadra alla sua prima promozione assoluta alla Serie A Élite, la massima divisione italiana, dopo aver sconfitto Parabiago nella finale nazionale a Piacenza.

## Colori sociali e simboli
Il simbolo del club è un orso, animale araldico che compare nello stemma cittadino di Biella e anche in quello di altri consorzi sportivi cittadini, come quello della compagine calcistica della Biellese; ai colori civici si rifà anche la livrea delle uniformi di gioco, in cui prevalgono il giallo e il verde.
Orsi sono anche chiamati i giocatori del club (e orse quelle delle squadre giovanili femminili).